# Gustaw Bujok
Gustaw Bujok (* 16. Mai 1937 in Wisła; † 15. Juni 2017 in Cieszyn) war ein polnischer Skisportler, der zuerst in der Nordischen Kombination und später im Skispringen antrat.

## Werdegang

### Nordische Kombination
Bujok begann 1950 mit dem nordischen Skisport in seiner Heimatstadt Wisła. Er begann mit der Nordischen Kombination und übte diesen Sport bis zur Nordischen Skiweltmeisterschaft 1958 in Lahti aus, wo er auf dem 36. Platz im Einzel landete.

### Skispringen
Nach der Weltmeisterschaft 1958 konzentrierte sich Bujok auf das Skispringen. Bei der Vierschanzentournee 1961/62 startete er erstmals auf internationaler Ebene bei den Spezialspringern. Bereits beim Auftaktspringen in Oberstdorf erreichte er Rang 14 und damit auch das beste Einzelresultat seiner Karriere. In den folgenden Springen konnte er an diesen Erfolg nicht anknüpfen und beendete die Tournee auf Rang 24 der Gesamtwertung.
Bei der Nordischen Skiweltmeisterschaft 1962 in Zakopane sprang Bujok von der Normalschanze auf Rang sieben und von der Großschanze auf Rang 26.
Bei seiner zweiten Vierschanzentournee 1962/63 konnte er seine Leistungen aus dem Vorjahr weitestgehend wiederholen und erreichte am Ende Rang 25 der Gesamtwertung. Bestes Einzelresultat war dabei ein 16. Platz auf der Bergiselschanze in Innsbruck. Im folgenden Jahr bei der Vierschanzentournee 1963/64 startete Bujok nur bei drei von vier Springen und belegte am Ende Rang 34 der Tournee-Gesamtwertung.

## Erfolge

### Vierschanzentournee-Platzierungen
| Saison  | Platz | Punkte |
| ------- | ----- | ------ |
| 1961/62 | 24.   | 792,2  |
| 1962/63 | 25.   | 697,8  |
| 1963/64 | 34.   | 717,5  |